# Penn’s Cave
Die Penn’s Cave ist eine im Centre County im US-Bundesstaat Pennsylvania gelegene Höhle und die einzige in voller horizontaler Ausdehnung mit Wasser gefüllte größere Höhle der Vereinigten Staaten. Sie ist nach John Penn, dem Neffen des Koloniengründers William Penn, benannt und befindet sich auf einem weitläufigen Farmgelände 7,6 Kilometer nordöstlich von Centre Hall und 4,6 Kilometer nordwestlich der Dorfschaft Spring Mills. An der Penns Cave Road, die von der Pennsylvania Route 192 (in jenem Abschnitt West Madison Avenue genannt) abzweigt, liegt sie offiziell noch auf dem zu Centre Hall zählendem Gemeindeland.
Kompliziert und bis heute nicht vollständig entschlüsselt ist das hydrologische System der Penn’s Cave, die als typische Karsthöhle zahlreiche Wasseradern der Region aufnimmt und als starke Quelle einen Bach speist. Weißen Siedlern ist die Höhle seit mindestens 1773 bekannt – amerikanischen Ureinwohnern bereits wesentlich länger. Als Beginn des Schauhöhlenbetriebes gilt gemeinhin das Jahr 1885, in dem erstmals Bootsfahrten angeboten und Eintritt erhoben wurde, was sie nach der Crystal Cave (1872) zur zweitältesten Schauhöhle des Bundesstaates macht. Seit 1908 ist die Höhle im Besitz der Familie Campbell/Schleiden, mittlerweile in der dritten Generation.

## Die Höhle

### Hydrologische Situation
Penn’s Cave ist eines der großen hydrologischen Sammelzentren der mittleren Umgebung. Es ist nicht exakt zu bestimmen, welche Wasserläufe sie aufnimmt; sicher ist jedoch, dass diverse Bäche der nahen Berghänge sowie das Grundwasser der Farmen der Umgebung durch das Karstgestein in die Höhle entwässern. Das knapp vier Meter tiefe Bassin unter dem Hauptportal fungiert dabei als Quelltopf. Er entlädt pro Minute rund 15.140 Liter. Diese Schüttung kann bei starken Niederschlägen zunehmen. Dem Lauf der Höhle folgend fließt das Wasser unter Tage, bevor es am Ende in einen kleinen See austritt. Der Wasserspiegel ist in der Regel relativ konstant; der durchschnittliche Tagesdurchfluss liegt bei knapp 50 Millionen Litern. Als Penn’s Creek ist der Bach ein 5,8 Kilometer langer Nebenfluss des Susquehanna River. Bis 1927 oder 1929, als ein künstlicher Durchbruch der Grotte geschaffen wurde, schloss die Penn’s Cave gen Osten an einer abrupten Felswand und wurde so niedrig, dass in einem kleinen Bereich der Wasserspiegel bis zur Höhlendecke reichte. Damals verließ das Wasser die Höhle unmittelbar vor deren Ende unterirdisch wieder und trat unweit als Oberflächenquelle zu Tage. Von dort floss es als bereits erwähnter Penn’s Creek weiter. Für mehrere Jahrzehnte, bis in den 1860er Jahren schließlich der Zusammenhang zwischen der Quelle und dem Höhlensee ersichtlich wurde, galt dieser Austritt als einziger Ursprungsort des Bachs. Die Entladung des Quelltopfes variiert zwischen 56 und 6512 Litern pro Sekunde, wobei die jährliche Abflussganglinie eine sanfte saisonale Kurve beschreibt – mit dem Höchstwert im Frühling zu Zeiten von viel Niederschlag und der Schneeschmelze in den Bergen sowie den niedrigsten Werten im September und Oktober, wenn der Grundwasserspiegel ohnehin niedrig liegt. Mehrere Studien haben gezeigt, dass auch die Wasserhärte und -temperatur innerhalb der Höhle abhängig von den Jahreszeiten und Witterungseinflüssen, wie beispielsweise Stürmen oder lokalen Unwettern, beträchtlichen Schwankungen unterliegen. Dies impliziert, dass das Wasser der Höhle eher aus einem System an unterirdischen Spalten stammt als aus dem ständigen Grundwasserspiegel. Nach chemischen, hydrologischen und geologischen Analysen steht so gut wie sicher fest, dass flussaufwärts des Quelltopfes noch unerforschte Teile der Grotte liegen.
Das Einzugsgebiet des Penns Creek, in dessen Quellgebiet die Höhle liegt, entwässert sowohl das Brush Valley als auch das Penns Valley. Die Kalksteintäler steigen auf bis zu 370 Meter an. In dieser Landschaft Zentralpennsylvanias erfolgt der Großteil der Entwässerung unterirdisch, indem sich kleine Rinnsale sammeln und durch Spalten und Ritzen ins Erdreich eindringen. Größere Adern transportieren das Wasser anschließend von den Kalksteinsinklöchern hin zu den Quellen. Die Situation um Penn’s Cave ist allerdings um einiges komplizierter. Die Höhle ist der einzige Aufstieg der Region. Das unterirdische Drainagesystem könnte daher westwärts bis hinter Centre Hall reichen, wo die Wasserscheide zwischen dem Höhlen-Bassin und dem Einzugsgebiet des Spring Creek liegt. Ostwärts würde es sich demnach bis zur Wasserscheide mit dem Spring Bank hinziehen. Die topographische Trennlinie verläuft etwa mittig zwischen beiden Quellen, 4,8 Kilometer östlich der Höhle. Man kann allerdings nicht mit Sicherheit wissen, ob sich die Abflussverhältnisse unterirdisch ebenso gestalten wie an der Oberfläche. Aus diesem Grund wurden an den Versickerungen am Nittany Mountain bereits Experimente mit Wasserfarben (ähnlich wie bei Gletschern) durchgeführt – ohne nennenswerten Erfolg. Es bestehen dennoch wenig Zweifel, dass die Gruppen von Sickerungen am Nittany Mountain auf den ersten fünf Kilometern östlich von Centre Hall in die Höhle entwässern. Wie sie dabei aber unter anderem die Antiklinalefalte der Brush-Valley-Transversale überwinden, ist allerdings noch unklar. Antiklinale Strukturen sorgen normalerweise für ein weiteres Absinken des Wassers in tiefere dolomitische Schichten, in denen sich keine Grotten bilden. Typischerweise entlädt ein durchschnittlicher Karsthöhlenquelltopf 5,66 Liter pro Sekunde und Quadratmeile Einzugsgebiet, was implizieren würde, dass Penn’s Cave ein Einzugsgebiet von etwa 25,9 Quadratkilometern (± 5,1) besitzt.

### Beschreibung
Penn’s Cave präsentiert sich als vergleichsweise einfach strukturierte und räumlich übersichtliche Höhle. Der in ost zu nördlicher Richtung verlaufende Westteil der Grotte und der ostnordöstlich ausgerichtete Ostteil sind durch einen nahezu gen Süden laufenden kurzen Abschnitt verbunden. Die Anzahl der Eingänge in die Höhle war lange Zeit umstritten, da durch einige kleine, schmale Spalten in der Decke – sofern diese an der Oberfläche nicht von Vegetation überwuchert sind – diffuses Tageslicht eindringen kann. Heutzutage wird jedoch in der Regel von zwei Eingängen gesprochen. Das Hauptportal (siehe Foto in der Infobox) befindet sich in hügeligem Terrain in einer relativ steil abfallenden Senke und ist über eine 48-stufige Treppe zu erreichen. Es handelt sich um eine annähernd dreieckige Öffnung im diagonal geschichteten Felsgestein, die eine Breite von etwa zehn und eine Höhe von ungefähr fünf Metern über dem Wasserspiegel aufweist. Shoemaker bezeichnete das Portal als „the most imposing of any cave in the United States – maybe in the world“ (de.: „das beeindruckendste aller Höhlen in den Vereinigten Staaten – möglicherweise weltweit“). Der Quelltopf unter diesem Tor weist eine maximale Tiefe von 3,9 Metern auf. Im ehemaligen Obstgarten der Farm befindet sich 152 Meter östlich des Portals der zweite Eingang direkt neben dem Parkplatz in einem Graben unter einem Baum. Das heutzutage abgesperrte Loch war in den Anfangsjahrzehnten der Erkundung der Höhle der meistgenutzte Einstieg, da er in den einzigen kleinen trockenen Bereich der Grotte führt.
Auffallend an der Geographie der Höhle ist ihre Zusammensetzung aus zwei sich teilweise überlagernden Ebenen. Bei der unteren handelt es sich um den gut erschlossenen Wasserweg, bei der oberen – Vermutungen zufolge – um die einzige Hauptebene, die im Laufe der Jahrtausende im Zuge der Erosion eingestürzt ist und ausgewaschen wurde. Die obere Ebene ist deshalb auch nur noch in einzelnen Abschnitten erhalten, die wie Ausbuchtungen in der Felswand an den Höhlenschlauch heranreichen oder als Balkone über das Wasser hängen. Im ersten, etwa 45,7 Meter langen, Abschnitt der Höhle befinden sich die Stalaktiten „Elephant with Runny Trunk“ und „Lobster Claw“, bevor sich der 76 Meter lange First Room öffnet. Sein Hauptmerkmal ist ein Fragment der oberen Ebene, dass in einer Schüttung an der Nordseite hervortritt und auf dem die Sinterformation „Statue of Liberty“ steht. Doch auch die Südseite besitzt Balkone und Leisten, die mit zahlreichen Tropfsteinen besetzt sind, wie beispielsweise mit „The Garden of the Gods“ und „Boy Driving Cow Across Suspension Bridge“. Der First Room geht über in den Dry Room mit einer Deckenhöhe zwischen sechs und zwölf Metern, wobei letzteres die maximale Höhenausdehnung der Grotte darstellt. Als Grenze zwischen beiden Räumen ist der „Rock of Gibraltar“ anzusehen, ein außergewöhnlich großer Felsen, der in den Wasserlauf gestürzt ist und diesen nahezu auf seiner gesamten Breite blockiert. Lediglich ein äußerst schmaler Durchlass – gerade breit genug für eines der verkehrenden Boote – ist passierbar. Seinen Namen verdankt der Dry Room dem Umstand, dass in diesem Bereich die obere Höhlenebene in einem sandig-felsigen Hang sanft zum Wasser hin abfällt und ein Ufer bildet. Am Ende der trichterförmig in den Fels zulaufenden Ausbuchtung befindet sich der erwähnte, nicht öffentliche Einstieg aus dem Obstgarten. Dieser trockene Bereich war am Anfang der Entdeckungsgeschichte der Höhle lange Zeit der einzige ohne Boot erkundbare Abschnitt. Geprägt ist der Bereich von zahlreichen kleineren heruntergefallenen Steinen und den Gesteinsformationen „Chinese Buddha“ und „Nittany Lion“.
Im Anschluss an den Dry Room wendet sich der Verlauf der Höhle scharf gen Süden direkt auf einen weiteren Balkon zu, knickt jedoch unmittelbar vor diesem in besagte ostnordöstliche Richtung ab. Es folgt eine lange gerade Passage, in deren Bereich die Deckenhöhe zwischen 1,5 und 4,5 Metern variiert. Während die Südwand nahezu vollkommen glatt und frei von Ablagerungen ist, finden sich an der mit orangefarbenem Sinter überzogenen Nordseite zunächst unmittelbar nach dem Knick der Stalaktit „The Chimes“ und im weiteren Verlauf die Formation „Niagara Falls“. Diese geht in den bauchigen „Chinese Dragon“ über, der auf einem Vorsprung eine Schildkröte jagt. Der Grottenschlauch öffnet sich anschließend an der Nordseite in den letzten Raum, der als Colored Lights Room bezeichnet wird und eine maximale Höhe von 7,6 Metern aufweist. Auf der Schüttung befinden sich die „Western Scenery“ sowie die „Giant Pillar“, der mit 4,26 Metern höchste Stalagmit in Penn’s Cave. In der Nordostecke liegt die Öffnung zum winzigen und kreisrunden Circular Room mit einer Deckenhöhe von 1,8 Metern. Unmittelbar östlich neben dieser wurde ein schmaler, unscheinbarer Luftschacht zur Oberfläche angelegt, der auch diverse Kabel der elektrischen Versorgung aufnimmt. Vom östlichsten Bereich des Colored Lights Room gelangt man in eine schmale Passage, die sich bei einer maximalen Höhe von lediglich 0,7 Metern etwa 12,1 Meter nach Norden windet. Hinter einigen Stalagnaten besteht in der Nordwestecke des Colored Lights Room ein Zugang zum kleinen rückwärtig parallel verlaufenden 40 Foot Room, der bei einer Breite von sechs Metern 12,1 Meter lang und 2,4 Meter hoch ist. Ungefähr in der Mitte seiner Nordseite öffnet sich ein ebenfalls schmaler, in nördlicher Richtung ansteigender Raum mit einer zunächst sehr niedrigen Höhe von nur 0,3 Metern. Am nördlichen Ende erweitert er sich aber noch auf 0,9 Meter und zudem befindet sich in jenem Bereich ein Loch im Höhlenboden, durch das ein Zugang zum ebenfalls in Nord-Süd-Richtung verlaufenden Seldom Seen Room besteht, dessen Name bereits einen Hinweis auf seine Abgelegenheit gibt. Er ist 9,1 Meter lang, bis zu 7,6 Meter breit und 1,8 Meter hoch. Der Colored Lights Room ist mit diesen Nebenräumen, die nur speläologisch erforschbar sind, der am weitesten verzweigte Bereich der Höhle. Der letzte Raum geht gen Osten über in einen bis zu 2,4 Meter hohen, aber sehr schmalen Tunnel über, der den Abschluss der Höhle darstellt und diese zum Lake Nitanee hin öffnet.
Durch Nachforschungen des Personals konnten im Laufe der Jahre diverse Nebenpassagen in der Höhle aufgedeckt werden. Die erste befindet sich bereits im Hauptportalbereich. Dort öffnet sich ein Loch in der Decke und der winzige Tunnel windet sich bis knapp an den First Room heran, wo er an der Nordwand wieder in die Grotte eingegliedert wird. Einige Meter weiter, hinter der Schüttung in der Nordwand, führt ein Pfad etwa 60,9 Meter nach Nordwesten. Ferner erstreckt sich unmittelbar hinter dem Knick am Dry Room, am Beginn der langen geraden Sektion gen Ausgang, ein kleiner Gang. Er führt sechs Meter lang in Richtung Süden und endet an einem Schlammpropf.

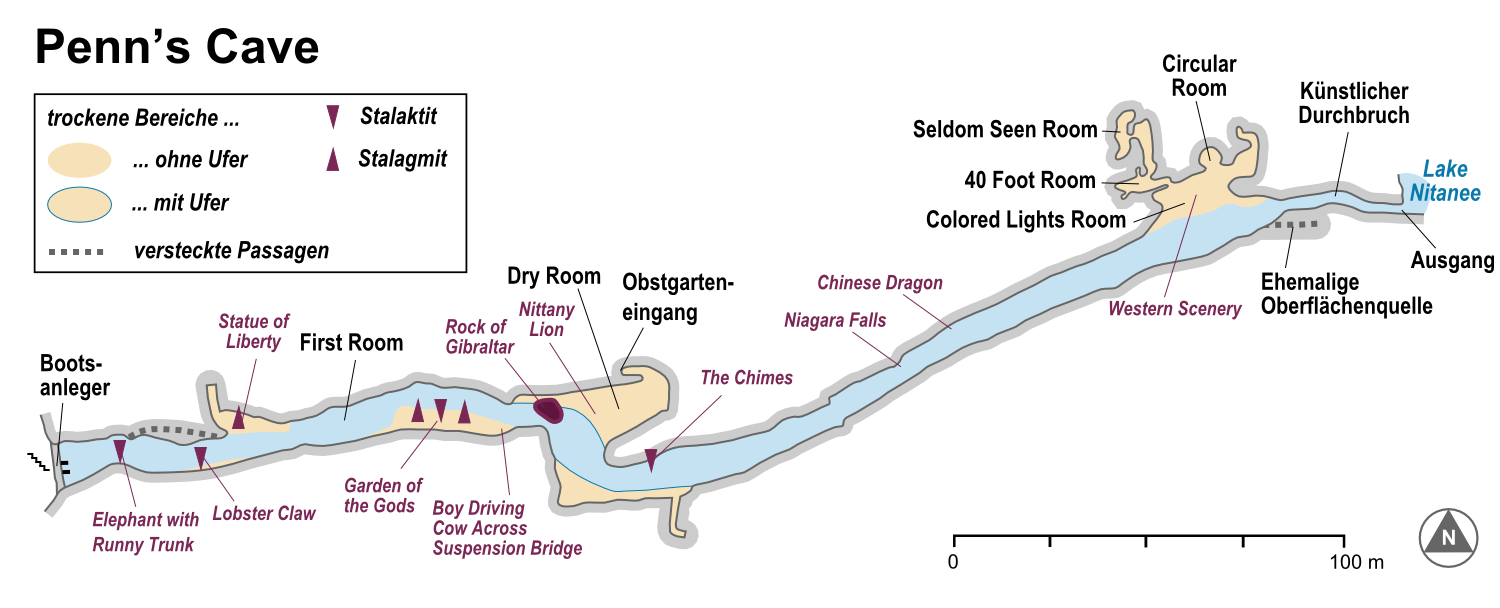
Grundriss der Penn’s Cave

Studien aus den 1970er Jahren haben ergeben, dass das Gesamtvolumen von Penn’s Cave etwa 600.000 Kubikmeter beträgt. Innerhalb des Höhlensystems herrscht eine konstante Temperatur von zirka 11 Grad Celsius (52 Grad Fahrenheit). Die maximale Wassertiefe der Penn’s Cave liegt bei 12,19 Metern, wobei das Wasser eine grünliche Färbung hat und auf Grund seiner Klarheit eine gute Sicht erlaubt. Starke Niederschläge an der Oberfläche können allerdings über den Quelltopf eine Eintrübung zur Folge haben. Außergewöhnlich an der Höhle sind die unterschiedlichen Farbschattierungen ihres Kalksteins, derer wegen sie gemeinhin als auffällig gefärbteste Höhle im Osten der Vereinigten Staaten gilt. Die Abstufungen reichen von weiß über zartes Grau und kräftige Pink- und Rottöne bis zu jugendstilgleichen Grau-Grün-Färbungen in einzelnen Abschnitten. Berühmt ist auch die rötliche Höhlenmalerei „Indian Riding Pony“ aus Rhus.
Betrachtet man andere Höhlen im Osten der Vereinigten Staaten wie beispielsweise die Wyandotte Caves in Corydon in Indiana oder die Luray Caverns und Endless Caverns im Norden Virginias, finden sich in Penn’s Cave vergleichsweise wenig Stalaktiten und Stalagmiten. Hoben die ersten Erkunder die Formationen noch überaus enthusiastisch hervor, wurden zahlreiche im 19. Jahrhundert absichtlich oder versehentlich durch die Besucher abgebrochen, die die Höhle ohne professionelle Führung besichtigten.

### Flora und Fauna
Skelettfunde beweisen, dass weit vor 1770 Pumas, Rotfüchse, Luchse und kleinere Säugetiere in den trockenen Bereichen der Höhle gelebt haben. Der Tierbestand hat sich im Laufe der Jahrhunderte allerdings drastisch verändert. Um 1900 fingen Anwohner in der Höhle noch regelmäßig Maifische, doch schon damals zeichnete sich ein Wandel der Faunastruktur ab: Die Überwinterungszahlen der Fledermäuse waren bereits rückläufig, was man gemeinhin mit dem steigenden Besucheraufkommen und dem damit einhergehenden unnatürlichen Geräuschumfeld erklärte. Dieser Effekt verstärkte sich nach der Elektrifizierung der Höhle noch. Heutzutage dient die Penn’s Cave im Gegensatz zu anderen Höhlen nur wenigen größeren Tierarten als Lebensraum. Dies lässt sich unter anderem mit der Abwesenheit jeglicher Flora innerhalb des Grottenschlauchs erklären, sodass keine Nahrungsquelle vorhanden ist.
Kleine Flusskrebse, diverse Insektenarten, Ratten und Mäuse sind neben den immer noch großen Fledermauspopulationen in beträchtlicher Zahl in der Höhle anzutreffen, in die sich in den kältesten Perioden des Winters auch Schleiereulen zurückziehen. Im Wasser leben Forellen, die sich aber auf Grund des Nahrungsmittelmangels zumindest innerhalb der Penn’s Cave nicht vermehren. Die Fledermäuse ziehen den kleinen, zum trockenen Bereich führenden Einstieg im Obstgarten dem großen Höhlenhauptportal als Einflugsöffnung vor. Weitere, sonst typischerweise Höhlensysteme bewohnende Tierarten, sind in der Grotte nicht bekannt.

## Geologische Formation
Penn’s Cave liegt in der sogenannten Ridge and Valley Region der Appalachen und östlich der Allegheny-Schichtstufe, einem topographischen Merkmal, das von Alabama bis Pennsylvania verläuft. Die langen parallel laufenden Falten beinhalten mit widerstandsfähigem Sandstein bedeckte Höhenzüge (beispielsweise Nittany Mountain oder Brush Mountain) und trennende Tälern, die häufig mit Schiefer und Kalkstein ausgekleidet sind (beispielsweise Penns Valley und Brush Valley). Der Kalkstein lagerte in seiner ursprünglichen Form als Schlamm auf dem Meeresboden. Vor ungefähr 300 bis 320 Millionen Jahren sorgten enorme tektonische Kräfte – hervorgerufen durch die Kollision mehrerer Lithosphärenplatten – für eine Auffaltung sowohl älterer Fels- als auch mariner Bodenschichten im Gebiet der heutigen Ridge and Valley Province. Dieser Prozess erzeugte Antiklinalen und Synklinalen, die heutzutage die Appalachen bilden. Das Brush Valley, zu dem auch die Penn’s Cave gerechnet wird, ist – obschon talförmig – eine Antiklinale. In der Regel versteht man vereinfacht ausgedrückt unter Antiklinalen Aufwölbungen, während Synklinalen Täler (inverse geometrische Strukturen) bezeichnen. In der Region um Penn’s Cave staucht sich jedoch eine Hauptfalte in mehrere kleine Falten und die Hauptachse der Struktur ist unregelmäßig; die Topographie wird durch Zwischentäler unterbrochen. Einer dieser Höhenzüge ist der Nittany Mountain, dessen südwestlicher Abschluss über State College ruht. Östlich davon erstreckt sich das Penns Valley, das abermals drei kleinere Antiklinalen in sich vereint. Am westlichen Ende der Brush Mountains findet man die Hauptgruppen des Höhlenkalksteins vorwiegend in kambrisch-ordovizischen Carbonaten. Unter anderem sind dies Gatesburg- und Beekmantown-Dolomit sowie Warrior-, Stonehenge- und Champlainian-Kalkstein. In Letzterem (auch als Trenton-Kalkstein bekannt) liegt die Höhle – in der stratigraphischen Sektion der Nealmont- und Linden Hall-Formation. Die höchstgelegenen Abschnitte der Penn’s Cave reichen bis zu drei Meter in Rodman-Kalkstein hinein.

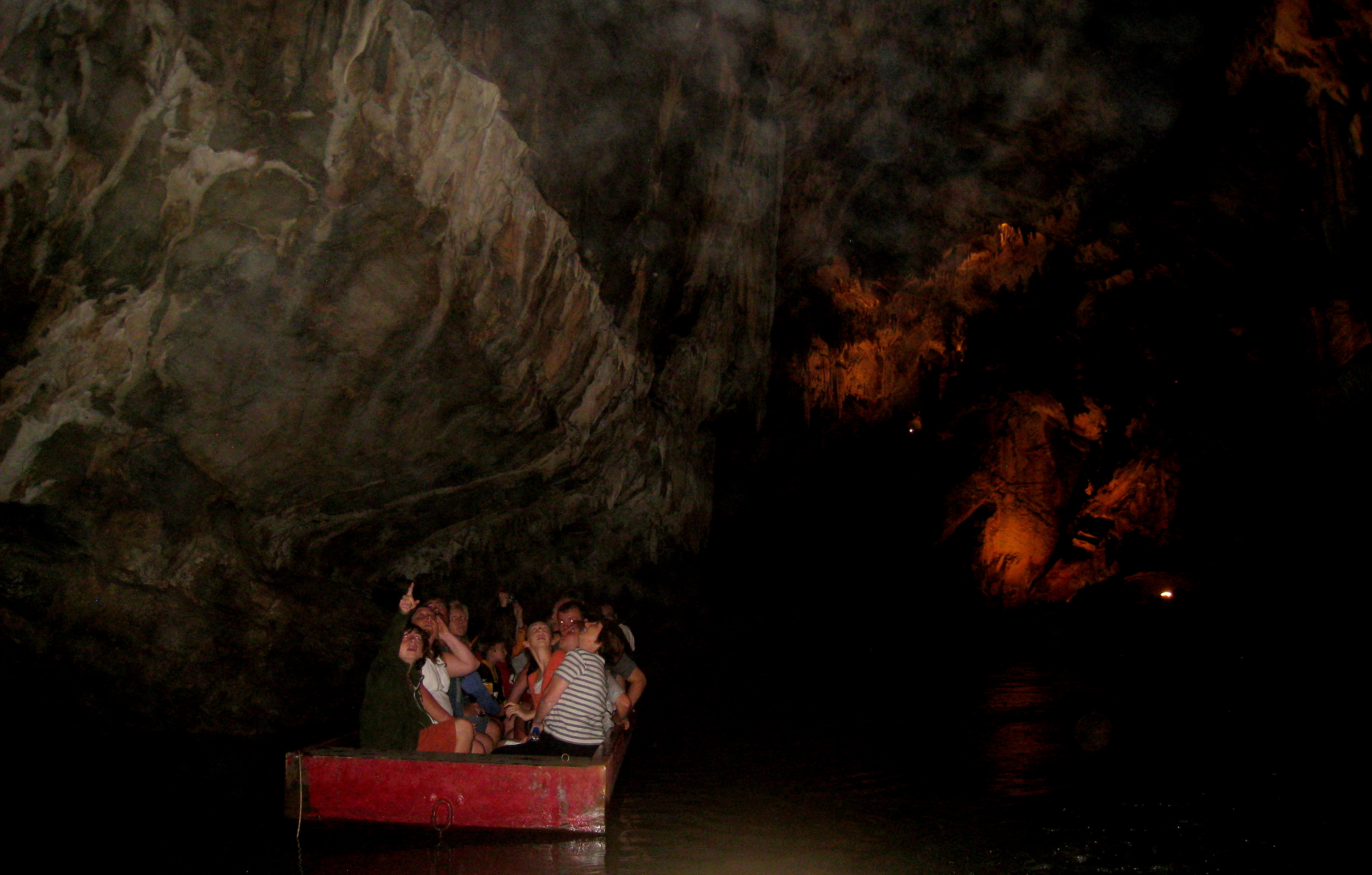
Im Höhleninneren

Während die meisten anderen Höhlen der Region Schätzungen zufolge höchstens 10 Millionen Jahre alt sind, begann die geologische Herausbildung der Penn’s Cave bereits vor etwa 30 Millionen Jahren. Sie ähnelt jenem Muster, nach dem auch andere Kalksteinhöhlen entstanden und lief in zwei Zyklen ab: Zunächst erfolgte die Auswaschung des Gesteins durch eindringendes Wasser und anschließend eine Absenkung des Grundwasserspiegels mit damit einhergehender (teilweiser) Trockenlegung der Grotte. Der Kalkstein in ursprünglicher Form ist in der Regel siegelfest und undurchdringbar. Es bedarf kleiner Frakturen und Risse, damit Schmelz- oder Regenwasser in den Boden sickern kann. Sobald dies geschieht und das Wasser dabei vermoderndes organisches Material durchdringt, nimmt es Kohlenstoffdioxid (CO²) auf, was zur Bildung von Kohlensäure führt. Auf dem folgenden Weg durch Felsrisse und Spalten ins Grundwasser löst diese Calcite und andere Mineralien aus dem Kalkstein, sodass sich das bereits schwach säurehaltige Wasser mit weiteren Mineralien anreichert. Im Laufe der Jahrtausende wurde der Felsen auf diese Art und Weise ausgewaschen, indem sich kleine Spalten zu Passagen erweiterten und sich die Räume schließlich mit Wasser füllten. Dieser Prozess kann sich über Jahrmillionen hinziehen und lediglich durch zwei Ereignisse aufgehalten werden: Eine Absenkung des Grundwasserspiegels oder eine Luftzufuhr in die Grotte durch Oberflächenerosion. Kommt das mineralhaltige Wasser mit Luft in Berührung, tritt überschüssiges Kohlenstoffdioxid aus und der niedrigere Säuregehalt erlaubt es den anderen Mineralien, die das Wasser übersättigen, sich in der Höhle abzusetzen. In der Regel dauert die Ablagerung eines Kubikzentimeters mehrere Jahre. Die Dauer wird von diversen Faktoren beeinflusst – die wichtigsten sind die Niederschlagsmenge sowie die Außentemperatur, die die Rate der Verwesung toter organischer Stoffe und somit die CO²-Sättigung des Bodens bestimmt. Die Farbe der einzelnen Ablagerungen ist von ihren jeweils individuell unterschiedlichen mineralischen Zusammensetzungen abhängig. So hinterlässt beispielsweise pures Calcit weiße Spuren, während Eisen oxidieren und die Formationen braun-orange färben kann. Die feinen Risse im Gestein, durch die das Oberflächenwasser in den Höhlenkörper der Penn’s Cave eindringt, sind teilweise anhand dünner Stalaktit-Reihen zu lokalisieren, die von der Decke wachsen.
Speläologen gehen davon aus, dass Penn’s Cave während der Wisconsin-Vereisung vor gut 100.000 Jahren vollständig mit Wasser aufgefüllt war. Einen Hinweis darauf geben die Speläotheme an der Nordseite der langen Passage hin zum Colored Lights Room – unter anderem die „Niagara Falls“. Diese Formationen entstanden durch Ablagerung von Mineralien auf einer Schlamm- und Schlickbank, welche in der Folge vom Wasser weggewaschen wurde, so dass lediglich die steinernen Vorhänge zurückblieben. Derartige Vorgänge deuten auf eine Periode der Flutung mit hohen Wasserständen und wenig Strömung hin. Seit damals ist der Wasserspiegel nie unter das heutige Niveau gefallen. Generell lässt sich die Grottenbildung der Region in vier unterschiedliche Muster einteilen: Lineare Höhlen haben eine gerade Passage, die meistens mit dem Schlag des Kalksteins korreliert. Gewinkelte Höhlen führen im Zick-Zack durch den Fels, verfügen über mehrere Sektionen (meistens die längeren) die parallel zum Schlag laufen, während andere die Struktur kreuzen. So genannte Netzwerkhöhlen besitzen ein in sich geschlossenes Gangsystem und die jeweiligen Gangbögen sind in der Regel rechtwinklig ausgerichtet. Die zumeist eher kleinen Zweighöhlen besitzen mehrere kleine Gänge, die einen größeren speisen, ähnlich einer Gewässerhierarchie. Penn’s Cave ist eine mustertypische lineare Höhle, da sich beide Hauptabschnitte entlang der Führung des Gesteins entwickelten und das kurze verbindende Teilstück einen wesentlich kleineren Querschnitt besitzt.

## Historie
Diverse Funde von Pfeilspitzen und Töpferwaren deuten darauf hin, dass die Höhle in der Neuzeit bereits in früheren Jahrhunderten von verschiedenen Völkern amerikanischer Ureinwohner – höchstwahrscheinlich von Seneca – genutzt oder zumindest aufgesucht wurde.
Als erster nachweislicher Eigentümer der Penn’s Cave gilt heute James Poe, ein entfernter Verwandter des berühmten Schriftstellers Edgar Allan Poe. Poe war Grenzsiedler und rang den Indianern ein 800 Acre (etwa 3.237.520 m²) messendes Stück Land ab, das er 1773 nach zwei ihm am 5. Januar und 3. November 1773 zugesicherten Garantien erstmals begutachtete. Fortan bewirtschaftete er das Grundstück, auf dem sich auch die Höhle befand, als Farm. Eine urkundliche Bestätigung über seinen Besitz erhielt Poe am 9. April 1789 vom Commonwealth of Pennsylvania. Die meiste Zeit wohnte er jedoch auf seinem ursprünglichen Gehöft (das Tal wurde später nach ihm benannt; so existiert auch der Poe Valley State Park) und lebte nur kurz auf der Farm. Dort errichtete er mit einem großen Blockhaus das erste Gebäude in jenem Abschnitt des Tals. Während jener Zeit war im Frühsommer des Jahres 1795 James Martin der erste Weiße, der in die Grotte hinabstieg. Der gebürtige Ire und Ehrengraduierte vom Dubliner Trinity College arbeitete als Pastor der ersten presbyterianischen Gemeinde im Penns Valley. Berichten zufolge zog sich der bereits betagte Martin in der Höhle eine Erkältung zu, von der er sich nicht mehr erholte. Er verstarb am 20. Juni 1795. James Poe vermachte das Land seiner Tochter Susanna M. Poe, die Samuel Vantries heiratete. Obschon das Ehepaar selbst im nahen Linden Hall wohnte und die Farm 1855 an Jacob Harshbarger verpachtete, war sie unter dem Namen „Vantries Place“ bekannt. Zwischen 1845 und 1860 steigen zahlreiche Personen – Anwohner, Reisende und Abenteuersuchende – über den Zugang im Obstgarten in den kleinen trockenen Bereich der Höhle ab. Einer von ihnen war der junge Quäker Isaac Paxton aus Chester County, der in Spring Mills eine Anstellung als Lehrer gefunden hatte. Er war ein Naturliebhaber und studierte auf langen Spaziergängen Flora, Fauna und geologische Formationen der Region. Gemeinsam mit seinem Freund, dem Landwirt Albert Woods, besichtigte er im Juni 1860 auch den kleinen zugänglichen Bereich der Penn’s Cave. Im dortigen Sand gruben sie die Skelette zweier Pumas aus. Sie bemerkten ein entferntes Licht an einem Ende des Wasserlaufs und hielten es richtigerweise für eindringendes Tageslicht. Paxton und Woods besorgten sich Holz aus einem nahen Sägewerk, bauten ein Floß und befuhren damit den Wasserlauf. Im Schein der Fackel entdeckten sie die weiteren Räume der Höhle und stellten fest, dass der den trockenen Bereich eingrenzende Wasserlauf und der von der Oberfläche sichtbare und bekannte Quelltopf – der heutige Höhleneingang – dasselbe Gewässer sind und in Verbindung stehen und es sich um ein zusammenhängendes Grottensystem handelt. Den beiden gelang somit die erstmalige Durchquerung der vollen Länge der Penn’s Cave. Die Nachricht ihrer Entdeckung verbreitete sich schnell und in den darauf folgenden Monaten und Jahren wurden um den Höhleneingang zahlreiche Picknicks veranstaltet. Die wenigsten Besucher hatten dabei allerdings ein Interesse am Inneren der Höhle, was unter anderem daran lag, dass das Hauptportal, in dem man ein Boot hätte wassern können, nahezu unzugänglich und dicht zugewachsen unterhalb steiler Abhänge lag. Trotz der Leistung Paxtons und Woods' und den Ausgrabungen schwand das Interesse der Bevölkerung an der Penn’s Cave in den Folgejahren auf Grund des wütenden Sezessionskrieges merklich.

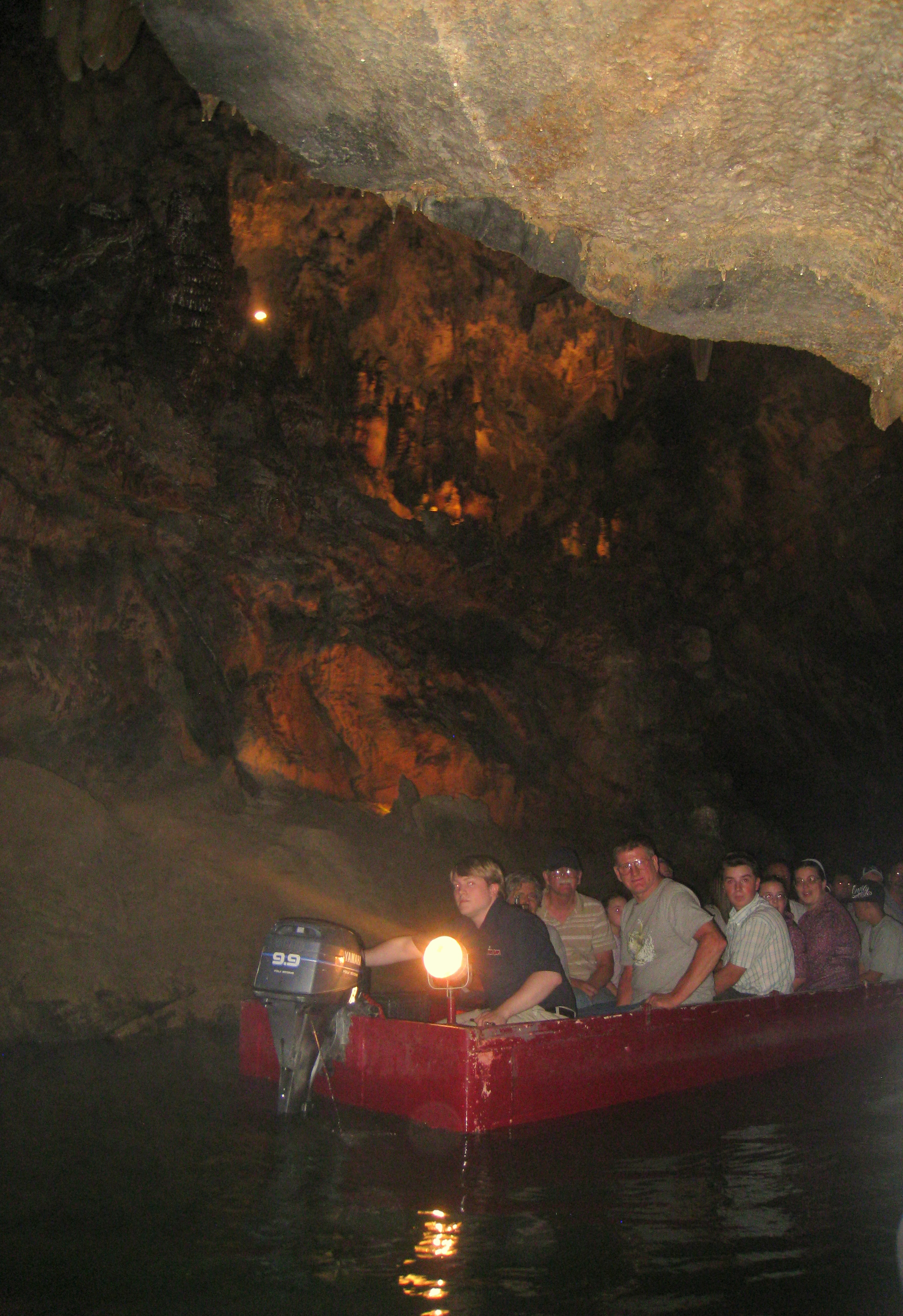
Im Höhleninneren

Samuel Vantries verkaufte die Farm 1868 an George Long, der das Blockhaus bewohnte. Long nutzte das Wasser des Penn’s Creek für den Eigenbedarf und galt als vergleichsweise strenger Grundbesitzer. Er hatte erkannt, dass das Wasser aus der Quelle das Gleiche war, auf dem – wenn auch vereinzelt – Boote oder Flöße fuhren. Er überwachte sein Land und die Besucher der Grotte genauestens, da er fürchtete, die Ausflügler könnten sein Wasser verunreinigen. Aus diesem Grund ging in jener Zeit die Zahl der Höhlenwanderer zur Penn’s Cave auf ein Minimum zurück. 1876 jedoch bekam er prominenten Besuch: Drei russische Würdenträger waren zur Centennial Exhibition in Philadelphia angereist und besuchten anschließend den gerade aus dem Amt geschiedenen Gouverneur und zum Minister für Russland ernannten Andrew Curtin in dessen Heimatort Bellefonte unweit der Höhle. Curtin fuhr mit den Männern zur Höhle, die sie gemeinsam besichtigten. Danach kehrten sie im Haus der Longs ein. George Long starb 1884 und seine Söhne Jesse und Samuel erbten die Farm. Beide galten als welterfahren, hatten bereits mehrere Reisen unternommen und erkannten schnell das nutzbare wirtschaftliche Potential der Höhle. In der Folge erschlossen sie sie erstmals umfassend für Besucher. Sie konstruierten ein Boot und veranstalteten gegen Bezahlung erste touristische Rundfahrten. Nach Plänen des Architekten Daniel F. Luse aus Centre Hall errichteten die Brüder 1885 das viergeschossige, L-förmige Penn’s Cave Hotel mit 30 Zimmern. Nach anfänglich großem Erfolg mit mehreren hundert Gästen jährlich sahen sie sich in den späten 1890er Jahren mit dem finanziellen Ruin konfrontiert. Ursächlich hierfür könnte der Umstand sein, dass sie zwar die Treppe zum Höhleneingang hinab sowie den dortigen hölzernen Anleger bauten sowie einigen Felsformationen publikumswirksame Bezeichnungen gaben, darüber hinaus aber kaum Anstrengungen unternahmen oder Werbemaßnahmen ergriffen, um die Höhle überregional bekannt zu machen. Diese Untätigkeit wurde 1895 vom Herausgeber des Public Ledger und passionierten Angler William E. Meehan kritisiert. Er merkte an, die Grotte könnte einer der beliebtesten Urlaubsorte östlich des Mississippi sein und ihren Eigentümern ein finanzielles Vermögen einbringen, sei aber „im Besitz eines der langsamen Einheimischen des Countys, der entweder nicht die Mittel oder nicht das Anliegen hat, die Umgebung auszuschmücken und zu dem Ort zu machen, der sie sein sollte“. Ein Vorteil, den die Long-Brüder offenbar ungenutzt ließen, war der voranschreitende Ausbau des Eisenbahnnetzes. Lag zu Zeiten ihres Vaters der nächste Bahnhof noch 22 Kilometer westlich der Höhle in Bellefonte, waren 1885 Schienen bereits bis zu fünf Kilometer an sie herangeführt worden. Zudem preisten die Bahngesellschaften Penn’s Cave in Broschüren und Fremdenführern. 1905 stand das Grundstück mit sämtlichen Gebäuden zur Zwangsversteigerung. Den Zuschlag erhielt John A. Herman aus dem Ort Pleasant Gap.
Bereits drei Jahre später kam es 1908 allerdings zu einer erneuten Zwangsversteigerung. Für 12.000 US-Dollar kauften die Brüder Henry Clay und Robert Pearly Campbell († 1932) die Farm. Henry lehrte an der University of Pennsylvania in Philadelphia, doch Robert lebte mit seiner Frau Edith und den gemeinsamen Kindern auf dem erworbenen Grund in der dritten Etage des Hotels. Dessen Nutzung wurde jedoch bald unrentabel. Zurückzuführen war dies auf die zunehmende Verbreitung des Automobils, das schnellere An- und Abreisen möglich und Übernachtungen überflüssig machte. Bis 1919 beherbergte das Haus Gäste. Anschließend wurde es bis einschließlich 1929 nur noch als Ticketverkaufsstelle, Andenkenladen und Restaurant genutzt. Dessen berühmtester Gast war der britische Erfinder und Großunternehmer Alexander Graham Bell. Im Jahr 1923 verzeichnete man einen neuen Besucherrekord. Die verbleibenden sieben Jahre der Dekade waren geprägt von gravierenden Umgestaltungen im Außenbereich und technischen Innovationen. Die Campbell-Brüder veranlassten 1925 die Aufschüttung eines Damms am Penn’s Creek. Wenige Meter nach dessen Oberflächenquelle staute das Bauwerk den Bach auf. Die Wasserkraft erzeugte Energie, die für die Ausleuchtung der Höhle genutzt wurde. Zuvor hatte die einzige Illumination in den Scheinwerfern der Boote bestanden. Der Wasserlauf, auf dem die Touristen verkehrten, produzierte nun also den Strom, der die Höhle erleuchtete – dieses für die damalige Zeit neuartig-revolutionäre Prinzip sorgte über die Countygrenzen hinaus für Aufsehen. Den entstandenen kleinen künstlichen See nannte man Lake Nitanee. Ebendieses Gewässer, malerisch eingebettet in Laubwäldchen und Weiden eröffnete die Möglichkeit, die Bootsfahrten um einen sehenswerten Aspekt zu erweitern. Dazu bedurfte es jedoch eines Durchgangs von der Grotte, weshalb man 1927 oder 1929 einen 22,8 Meter langen Tunnel in den Kalkstein sprengte und den Endabschnitt der Höhle so gen Osten öffnete. Der weggesprengte Bereich liegt nicht vollständig unter Tage, sondern reicht als schluchtartige Weiterführung auch noch durch ein niedriges Kalksteinplateau bis zum See. Da Robert als Bauingenieur tätig war, plante und überwachte er die Arbeiten zum Durchbruch selbst. Er starb 1932, woraufhin Edith die Anteile seines Bruders Henry aufkaufte und die Höhle fortan bis 1963 gemeinsam mit ihrem Sohn William (* 1913) betrieb. Die Krise der Großen Depression traf in den Folgejahren auch Penn’s Cave. Hinzu kam, dass sie ihre Alleinstellung verloren hatte. Anfang der 1920er Jahre war die Grotte neben der Crystal Cave nahe Kutztown die einzige Schauhöhle Pennsylvanias, in den frühen 1930er Jahren dagegen konkurrierten bereits fünf weitere Höhlen in einem Umkreis von nur 48 Kilometern – von denen eine ebenfalls Bootsfahrten anbot. 1938 riss man den Nordflügel des Haupthauses ab. Ein neuer Besucherrekord in Penn’s Cave konnte bis 1949 nicht erreicht werden. Bereits 1943 war die Höhle an das Stromnetz eines lokalen Energieversorgers angeschlossen worden, sodass die Erzeugung eigener Wasserenergie am Creek überflüssig wurde. Ab 1963 führte William Campbell die Höhle mit dem dazugehörigen Grundstück in alleiniger Verantwortung weiter. Im Folgejahr heiratete seine Tochter Jeanne C. den bei der United States Air Force beschäftigten Russell E. Schleiden. Auf dessen Initiative eröffnete 1968 der Penn’s Cave Airpark (der heutige Penn’s Cave Airport), auf dem die Betreiber Rund- und Sportflüge anboten. Auch in anderen Bereichen erweiterte man das Angebot für Besucher über den normalen Höhlenbesuch hinaus. So wurden Angeltreffen angeboten und Campingplätze eingerichtet sowie im Winter Touren mit Schneemobilen organisiert. Unter anderem diese Neuerungen führten 1969 zu einem neuen Besucherrekord. In den 1960er Jahren entstand zudem das heutige separate Besucherzentrum, was im Laufe der Zeit dazu führte, dass lediglich die Verwaltungsbüros und Veranstaltungsräume in den ersten beiden Etagen des Haupthauses verblieben, während das dritte – noch vollständig im Originalzustand belassene – Stockwerk als Privatwohnraum dient. 1976 erfolgte die Aufnahme sowohl der Höhle als auch ebendieses ehemaligen Hotels, des heutigen Penn’s Cave House, in das National Register of Historic Places. Im Jahr 1983 übernahm Jeanne die Leitung der mittlerweile als Cooperation geführten Höhle von ihrem Vater. Sie hat sie bis heute (Juli 2011) inne, während ihr Sohn William Schleiden ihr Stellvertreter ist.
Die offiziellen Eigentümer der Höhle seit ihrer Inbesitznahme durch James Poe waren:
- 1773–???: James Poe
- ???–1868: Susanna M. Poe und Samuel Vantries
- 1868–1884: George Long
- 1884–1905: Jesse und Samuel Long
- 1905–1908: John A. Herman
- 1908–1932: Henry C. und Robert P. Campbell
- 1932–1963: Edith und William Campbell
- 1963–1983: William Campbell
- 1983–heute: Jeanne C. Schleiden

### Sage

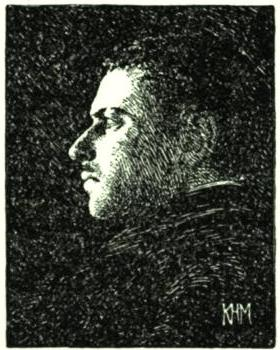
Die meisten Sagen in Bezug auf Penn’s Cave gehen auf Henry W. Shoemaker zurück.

Wie in Bezug auf viele Höhlen existieren auch für Penn’s Cave diverse Mythen und Sagen. Mehrheitlich gehen sie auf den wohlhabenden Zeitungsherausgeber und Historiker Henry Wharton Shoemaker (* 1880; † 1958) zurück. Die berühmteste von ihnen hat noch heute besonders in Zentralpennsylvania große Verbreitung. Shoemaker gab stets an, er habe die Geschichte 1892 im Alter von zwölf Jahren von Isaac Steele, einem alten Angehörigen des Volkes der Seneca, erfahren. 1902 wurde die Sage erstmals im Centre County Reporter veröffentlicht, ein Jahr darauf erschien sie in der Zeitschrift Wild Life in Western Pennsylvania. Schließlich lancierten auch die Pennsylvania Mountain Stories 1907 einen entsprechenden Bericht.
Die Sage erzählt von einem jungen Franzosen namens Malachi Boyer aus Lancaster County, der einst aufbrach, um die Wildnis Pennsylvanias zu erkunden und in einem April das Ufer des Spring Creek nahe Bellefonte erreichte. Dort traf er auf O-Ko-Cho, den Häuptling einer nahen Indianersiedlung, mit dem er sich rasch anfreundete. Der Häuptling hatte sieben Söhne und eine Tochter namens Nita-nee. In diese verliebte sich der Franzose alsbald, die Konventionen der Ureinwohner verboten jedoch eine Beziehung. Daraufhin rannten beide fort, wurden allerdings aufgespürt und in das Dorf zurückgebracht. O-Ko-Cho befahl seinen Söhnen, Boyer in eine mit Wasser gefüllte Höhle zu werfen. Dort suchte der Franzose eine Woche lang einen alternativen Fluchtweg zum von den Indianern bewachten Haupteingang. Schließlich übermannte ihn die Erschöpfung und da er nicht wollte, dass seine Peiniger ihn sterben sahen, zog er sich in den hintersten Winkel der Höhle auf einen verborgenen Felsvorsprung zurück und verschied. Die Indianer erbrachten ihm die posthume Ehre, seinen Körper nicht anzufassen und aus der Höhle hinauszuzerren, sondern beschwerten ihn lediglich mit Steinen, um ihn am tiefsten Punkt im Wasser zu versenken.
An die Häuptlingstochter Nita-nee erinnern heute noch der Lake Nitanee, das Nittany Valley und der Mount Nittany. Zudem tragen die Sportmannschaften der Pennsylvania State University als übergreifende Bezeichnung den Namen Penn State Nittany Lions.

### Tourismus
Penn’s Cave gehört heutzutage zu den beliebtesten naturhistorischen Sehenswürdigkeiten Pennsylvanias. Jährlich wird sie von gut 35.000 Touristen frequentiert und erreicht damit ungefähr die Besucherzahlen beispielsweise der deutschen Binghöhle. Neben den geologischen Impressionen besteht ein wesentlicher Attraktivitätspunkt darin, dass die Grotte die einzige des Bundesstaates ist, in der Bootsfahrten angeboten werden. Dieses Alleinstellungsmerkmal besteht seit 1954, als die Verantwortlichen der Alexander Caverns ihre Besichtigungen zu Wasser einstellten. Die geführten Touren der Penn’s Cave beginnen heutzutage mit einer Sammlung der entsprechenden Gruppe im Besucherzentrum (Visitors Center). Dieses beherbergt neben der Kasse und Restaurationsmöglichkeiten auch sanitäre Anlagen, einen Souvenirladen sowie eine hölzerne, wassergespeiste Anlage, in der man zuvor erworbene Schmucksteine aus dem Sand waschen kann. Neben dem Zentrum liegt darüber hinaus ein gut sieben Acre messendes Picknick-Freigelände. Vom Gebäude leitet ein Touristenführer die Besucher anschließend durch den Wald und die Treppe zum Haupteingang der Höhle hinab. Jeweils 22 Personen finden in den Plattbodenschiffen mit Außenbordmotor Platz. Während der knapp 50 Minuten dauernden Fahrt erklärt der Leiter mit Hilfe eines schwenkbaren Scheinwerfers einzelne Gesteinsformationen und hat über an bestimmten Punkten angebrachte Lichtschalter die Möglichkeit, einzelne Abschnitte farblich zu illuminieren und hervorzuheben. Zudem wird ein akustischer Effekt einiger Stalagmiten genutzt, die in Schwingungen geraten und Töne abgeben, sobald sie von kleinen Steinchen getroffen werden. Im Lake Nitanee erfolgt die Wende zur Rückfahrt. Insgesamt werden 1950 Meter auf dem Wasser zurückgelegt.

## Wildtierpark
Im letzten Jahr unter der Leitung von William Campbell erfolgte 1982 die Anlage eines Wildtierparks auf einem 1500 Acre großen Wald- und Wiesengebiet. Die von April bis November geöffnete Einrichtung soll den Besuchern die in Pennsylvania heimische Tierwelt nahebringen. Besichtigungen erfolgen ausschließlich in Form etwa neunzigminütiger Rundfahrten mit Kleinbussen. Die Fahrzeuge, denen die Fensterscheiben entnommen wurden, ähneln den typischen US-amerikanischen Schulbussen und bieten 25 bis 35 Gästen Platz. Im nur nach außen abgesperrten Freilaufbereich leben Bisons, Weißwedelhirsche, Elche, Texanische Longhorns und Mustangs. Gewöhnt an die Touristen kommen die Tiere oft nah an die Busse heran, von denen man sie beobachten kann. Einige Zootiere sind jedoch zu gefährlich für diesen Bereich, sodass die Besucher im späteren Verlauf der Fahrt aussteigen, um diese Arten in ihren Gehegen zu sehen. Es handelt sich um Pumas, Rotluchse, Wölfe und drei amerikanische Schwarzbären. An den Park angeschlossen ist das kleine „Exotic Animal Museum“, das lebensgroße Nachbildungen afrikanischer Savanneentiere ihn ihren entsprechenden Habitaten zeigt.